# Buck (musikgrupp)
Buck var ett svenskt lo-fiband, bildat i Alingsås 1997 av Ted Fransson (sång), Richard Blank (trummor), Mikey Lennartsson (bas) och Jacob Albinson (gitarr).
2000 utkom bandets debutalbum, Your Guide to Better Lies och året efter släpptes Hello Holland. Dessa följdes av en EP, Rock Dream, utgiven på Startracks 2002. Med den sistnämnda sade sig bandet vilja återta rocken från MTV, som bandet menade hade stulit den: "Vi vill återta rocken för tv kan inte skapa drömmar." 2002 utgavs även en vinylsingel, Hate Angels, på det tyska bolaget Strange Fruit.
2003 medverkade gruppen med musik skriven av Ted Fransson i filmen Köftbögen.

## Diskografi

### Album
- 2000 – Your Guide to Better Lies
- 2001 – Hello Holland

### EP
- 2002 – Rock Dream

### Singlar
- 2002 – Hate Angels

### Fotnoter
1. 1 2  Torreano, Bradley. ”Buck”. Allmusic.com. http://www.allmusic.com/artist/buck-p530082. Läst 4 mars 2012.
2. ↑  ”Buck”. Startracks. Arkiverad från originalet den 18 februari 2012. https://web.archive.org/web/20120218101431/http://www.startracks.se/artists.asp?ID=6. Läst 4 mars 2012.
3. ↑  ”Buck”. Discogs.com. http://www.discogs.com/artist/Buck+%2816%29. Läst 16 december 2012.
4. ↑  ”Köftbögen”. Svensk Filmdatabas. Arkiverad från originalet den 15 juli 2014. https://web.archive.org/web/20140715084129/http://sfi.se/sv/svensk-filmdatabas/Item/?itemid=52679&type=MOVIE&iv=Basic&ref=%2Ftemplates%2FSwedishFilmSearchResult.aspx%3Fid%3D1225&epslanguage=sv&searchword=K%C3%B6ftb%C3%B6gen&type=MovieTitle&match=Begin&page=1&prom=False. Läst 24 juli 2013.